# Chissioua Mbouzi
L'îlot M'bouzi est l'un des deux plus grands îlots du lagon de Mayotte (82 ha). Sa vocation longtemps agricole sur plus de 70 % de sa surface laisse la place, dans les années 1990, à un reboisement spontané à la suite de l'arrêt total de cette activité. Les 11 hectares qui n'ont jamais été défrichés de l'îlot ont conservé une forêt sèche primaire à Ébène.
Cet habitat remarquable a justifié le classement de l'îlot en Réserve naturelle nationale de l'îlot Mbouzi (RNN) le 26 janvier 2007 par décret ministériel, après 8 années de travail. Il s'agit là de la première et unique réserve naturelle du 101e département français.
Comme les autres îlots, M'bouzi est ceinturé d'un récif corallien dit frangeant. Il comporte aussi dans ses alentours de nombreux pinacles coralliens dont deux de taille importante. Les enjeux sous-marins inclus dans le périmètre de la réserve, déconsidérés au départ, sont aujourd'hui au cœur des enjeux de conservation de la RNN. Cette dynamique nouvelle s'inscrit dans l'intérêt grandissant,  à l'échelle nationale, pour la préservation du milieu marin : création de l'Agence des aires marines protégées et parcs naturels marins en 2006, création du parc naturel marin de Mayotte en 2011, mobilisation forte du réseau RNF sur les espaces maritimes.
Il s'agit ainsi de l'une des rares réserves naturelles, sur les 305 créées à ce jour, qui dispose d'une partie marine (60 ha) et d'une partie terrestre. C'est tout à la fois une richesse, une responsabilité de taille, et une contrainte pour le gestionnaire puisqu’il s’agit de gérer deux réserves en une, l’insularité imposant des moyens techniques et humains importants (bateau, plongée...).

## Géographie
L'îlot M'bouzi est située à l'est de Mayotte, île d'origine volcanique de l’hémisphère sud, elle-même entre l’équateur terrestre et le tropique du Capricorne. Elle se trouve dans la partie ouest de l’océan Indien entre l’Afrique et Madagascar à l’entrée nord du Canal du Mozambique, au niveau du 45e méridien Est et entre les 12e et 13e parallèles Sud. Mayotte se trouve à 8 000 km de la Métropole, à 1 500 km de l’île de La Réunion, à 400 km de la côte est de l’Afrique, à 300 km de la côte occidentale de Madagascar.
D’une superficie de 374 km2, Mayotte comprend deux îles principales, la Petite-Terre (11 km2) et la Grande-Terre (363 km2), ainsi qu’une trentaine d’îlots épars intra-lagonaires. L'archipel de Mayotte dont le chef-lieu est Mamoudzou compte 17 communes et 13 cantons.
Mayotte est la plus ancienne des îles de l’archipel des Comores (environ 8 millions d’années).
« L’hippocampe Mahorais » s’élève des profondeurs océaniques de plus de 3 000 m pour culminer à 660 m. Son relief est moins accentué que les autres îles de l’archipel des Comores car l’île a été soumise à un enfoncement important (son plateau s’étant progressivement effondré), et à une érosion prolongée.
Le volcanisme ancien a laissé notamment un cratère, occupé par le lac Dziani en Petite-Terre. Le relief est dominé par des massifs basaltiques tels que le mont Bénara dans la partie centrale (660 m) et le mont Choungui dans le sud (594 m).
Les côtes sont très découpées : on y trouve des baies profondes bordées de mangroves, des caps rocheux, des presqu’îles et des baies peu profondes avec des plages d'origine corallienne (blanches) ou terrigène (noires ou brunes).
Mayotte possède l’un des plus beaux et plus vastes lagons du monde. D'une superficie totale de 1 200 km2, il est limité par une barrière récifale de 160 km de long, presque continue, coupée par une dizaine de passes plus ou moins larges. D'une profondeur maximale de 80 m, le lagon abrite de nombreux îlots, M'bouzi étant le second plus grand par la taille.

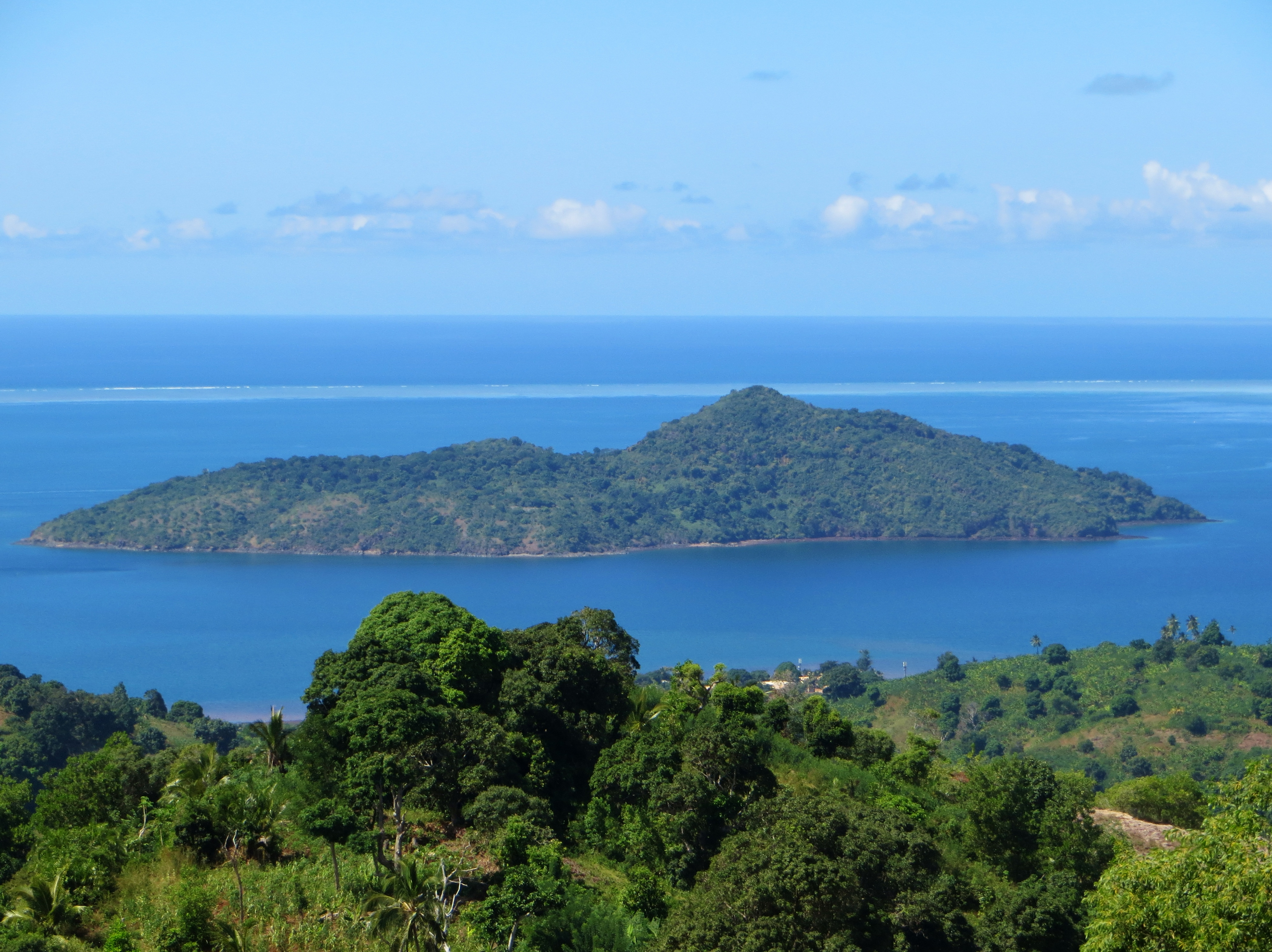
L'îlot M'Bouzi vu depuis les hauteurs de la Grande Terre.
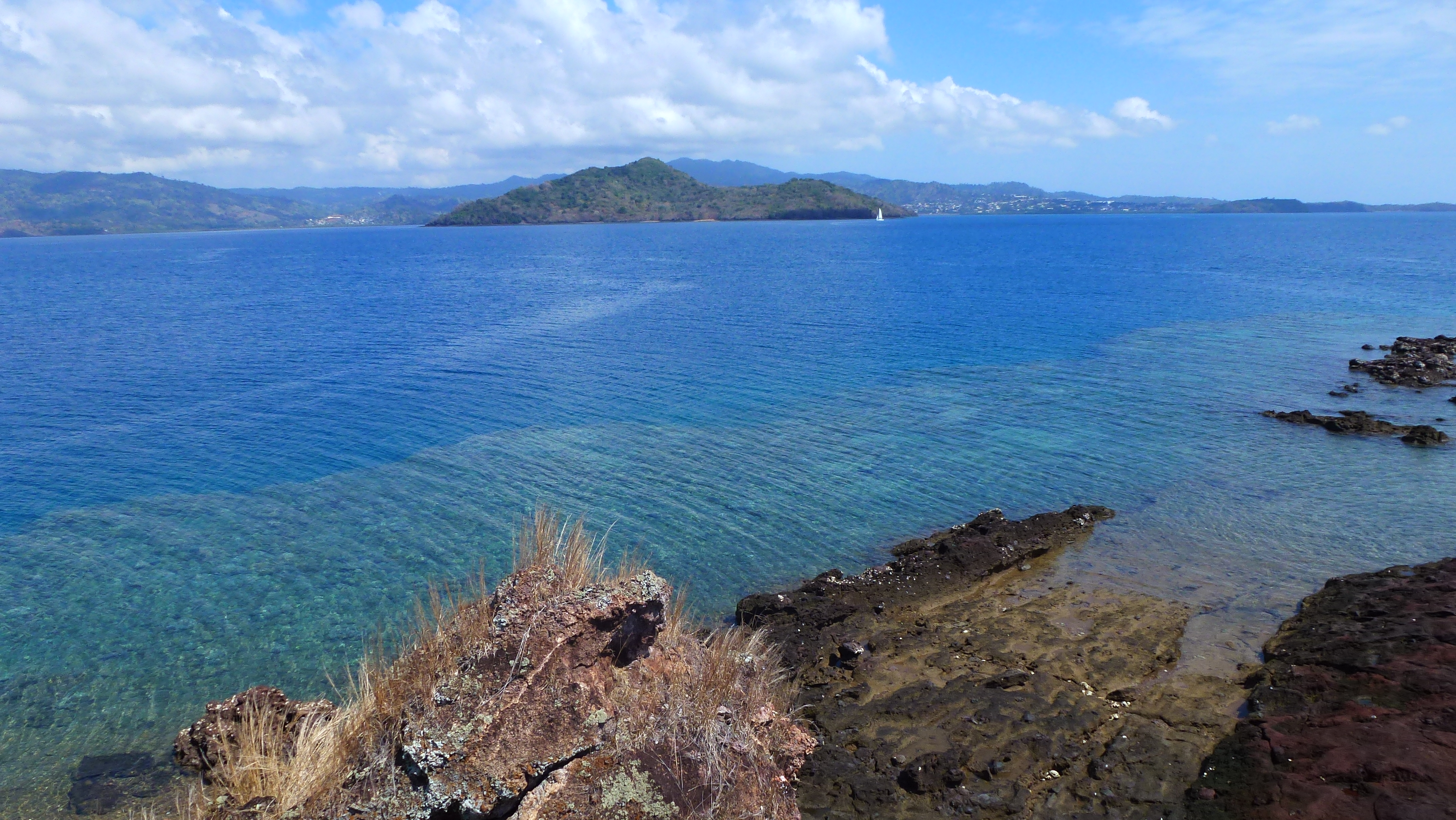
Vue depuis l'est.
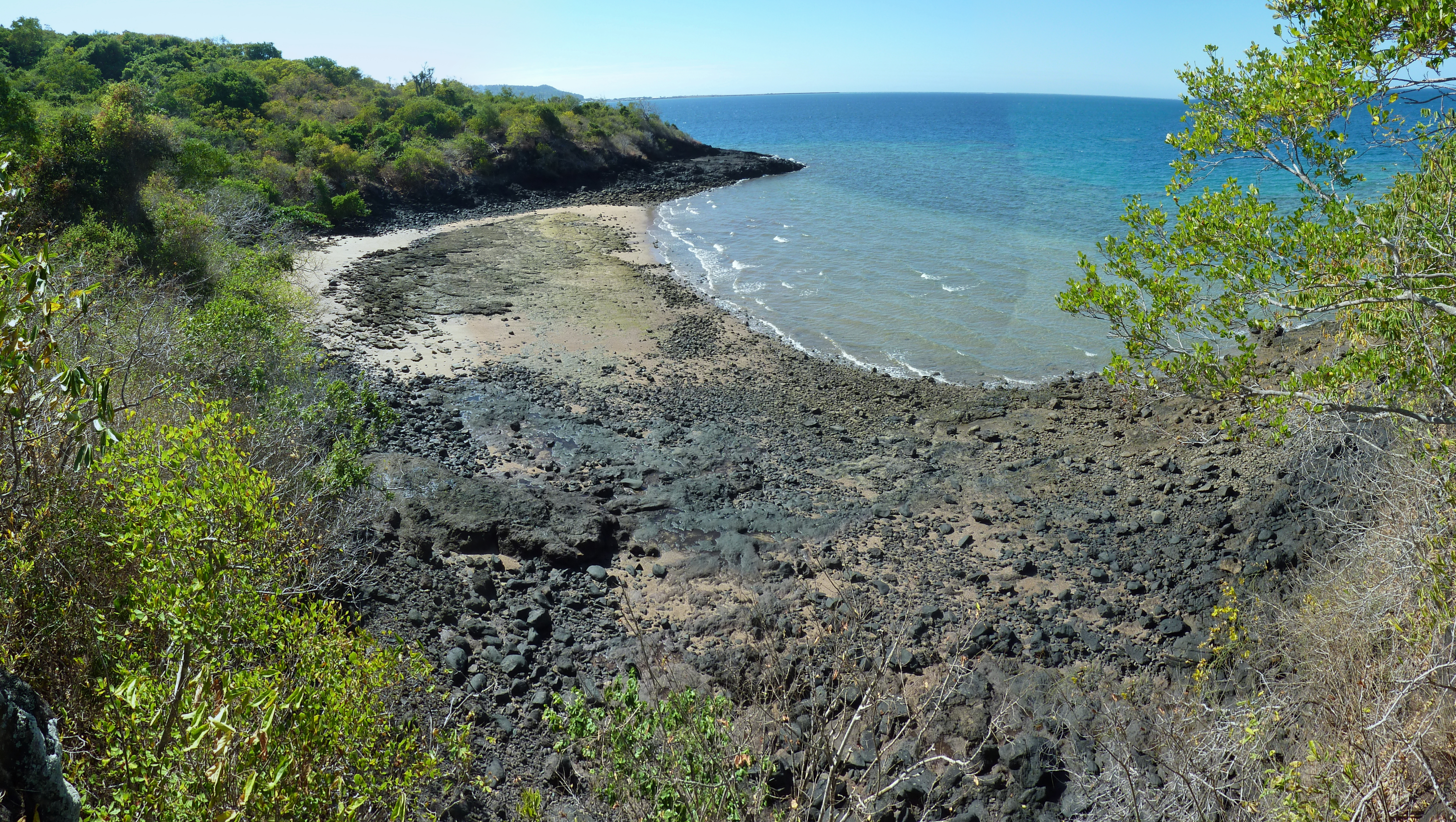
M'Bouzi : Panorama de Choca Beach.
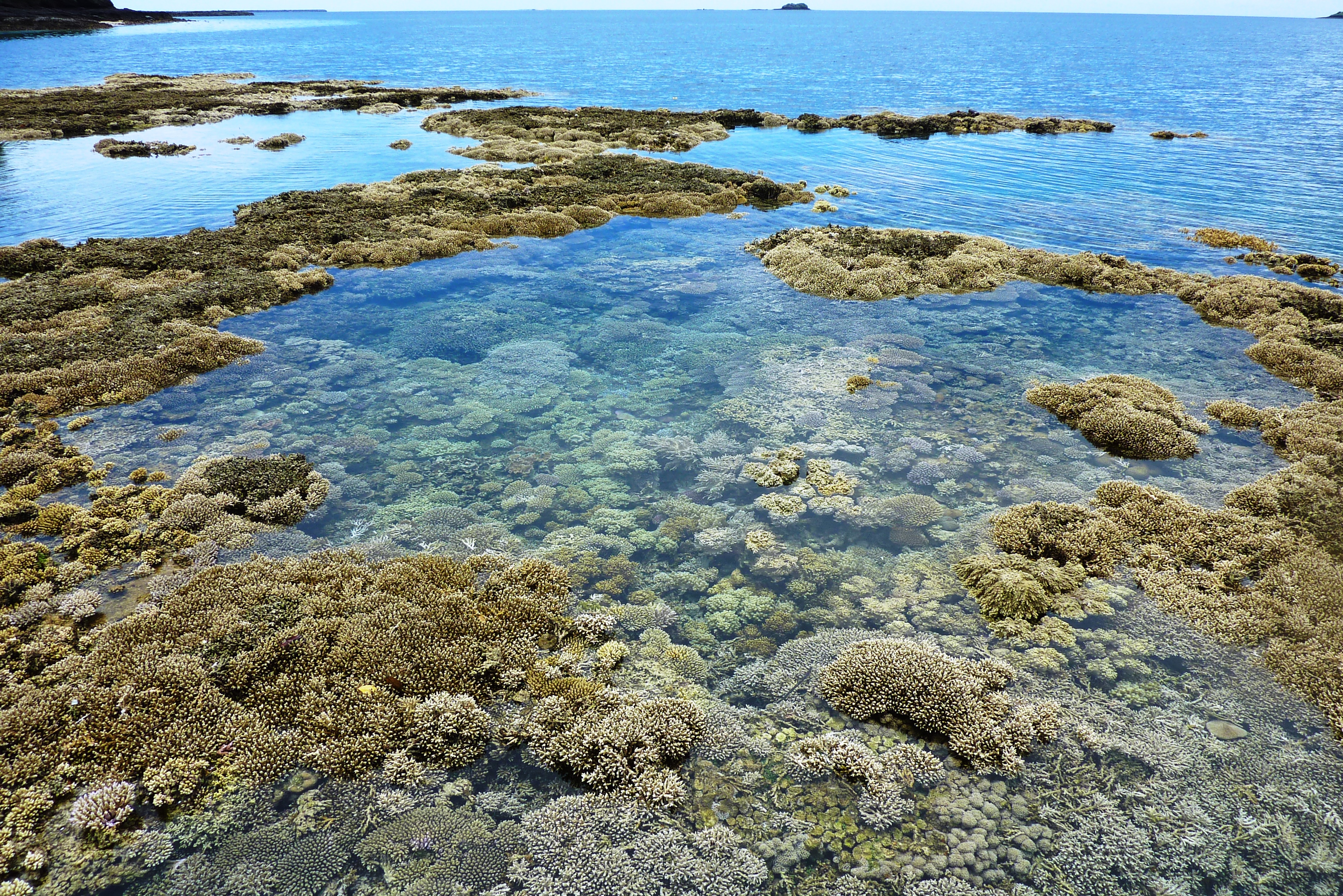
Le récif corallien découvert, à marée basse.

## Histoire
Les premières évocations de classement de l'îlot M'bouzi en espace protégé datent du début des années 90 notamment lorsque émerge en 1992 le projet d'extraire 160 000 m3 de roche destinés à servir de remblais pour la construction de la piste de l'aéroport de Dzaoudzi.
En 1997, Brigitte Gandon importe 18 makis recueillis et soignés par elle sur l'îlot et s'y installe pour lancer un projet de refuge en plein air pour les lémuriens qui sont nourris et alimentés en eau. Une vingtaine de lémurs bruns étaient déjà présents sur l'îlot. Elle fait alors une demande de classement de l'îlot en réserve naturelle qui est refusée à l'époque.
C'est à partir de 1999 que les premières démarches administratives en vue d'un classement en réserve naturelle nationale sont initiées par les services de la DAF.
Le 20 mars 2002, le projet de classement de l’îlot M’bouzi en réserve naturelle élaboré par le Service Environnement et Forêt de la DAF, est présenté au Comité permanent du Conseil national de la protection de la nature (CNPN), à Paris. Celui-ci donne alors un avis favorable mais demande des compléments d'information d'ordre juridique et scientifique.
En novembre 2002 une mission du CNPN se rend à Mayotte pour constater sur le terrain l'avancée du projet de classement de l'îlot.
En mai 2003 le rapport présentant dans le détail le projet de création de la RNN de l'îlot M'bouzi est finalisé. Il est présenté au CNPN en juin. Le projet est alors accepté à l'unanimité.
Le Conseil général de Mayotte, propriétaire de la partie terrestre est alors consulté. Il donne un avis favorable le 30 octobre 2003.
C'est au tour du Ministère chargé de l'écologie de se prononcer : avis favorable également prononcé le 9 novembre 2003. Reste à lancer la consultation locale auprès de tous les acteurs concernés. Elle sera « simplifiée » puisque le propriétaire a donné son accord motivé.
Les consultations locales se sont déroulées du 17 décembre 2003 au 17 février 2004. Des avis sont parvenus en préfecture jusqu'au mois de mai. Bien que certaines conditions soient émises par certains acteurs, l'avis favorable est unanime.
La rédaction d'un projet de décret débute alors. Parallèlement la Direction de l'Agriculture et de la Forêt lance l'élaboration d'une étude de préfiguration du plan de gestion confiée à la cellule technique de l'océan Indien de la délégation outre-mer de l'ONCFS. La version finale paraît en juillet 2006.
Finalement, le décret 2007-105 est signé par la Ministre de l'écologie et du Développement Durable, Nelly Olin en date du 26 janvier 2007, faisant de l'îlot M’bouzi et d'un périmètre maritime de 60 hectares le ceinturant, la première Réserve Naturelle Nationale de Mayotte. Le décret est paru au Journal officiel le 28 janvier 2007 (Annexe 1).
Le Conseil Général, propriétaire de l'îlot et favorable à la RNN de l'îlot M'bouzi, refuse cependant d'en assurer la gestion. Aussi, le 18 avril 2008, un appel à candidature est lancé par l'État pour désigner un gestionnaire.
C'est l'association des Naturalistes de Mayotte qui est sélectionnée et qui devient gestionnaire de la RNN de l'îlot M’bouzi le 4 novembre 2008.

## Écologie

### Les habitats terrestres
Au total, 27 habitats ont été recensés sur la partie terrestre de l’îlot M’bouzi. Ils se regroupent en 7 grands types : végétation forestière, falaises et rochers de l’intérieur, savane herbacée, végétation intertidale, végétation littorale, formations dominées par des espèces exotiques envahissantes, milieux artificialisés. Les principaux habitats représentés sont :
- Forêt sèche à ébène Diospyros comorensis (dont faciès à Phyllarthron comorense) ;
- Boisements xérophiles à Albizia lebbeck ;
- Taillis sur altérites à Alchornea alnifolia et Dalbergia arbutifolia ;
- Savanes herbacées (Imperata cylindrica et Hyparrhenia rufa).
- Mangrove intertidale à palétuviers.

### Les habitats marins
Au total, 17 habitats ont été répertoriés sur la partie marine du site. Les principaux habitats représentés sont :
- La pente externe à couverture corallienne moyenne ;
- La dépression d’arrière récif à sédiments sablo-vaseux ;
- La dépression d’arrière récif avec galets et blocs basaltiques ;
- Le platier bien formé et continu.

### Les espèces terrestres
| Espèces végétales                                 | Oiseaux                                           | Mammifères                           |

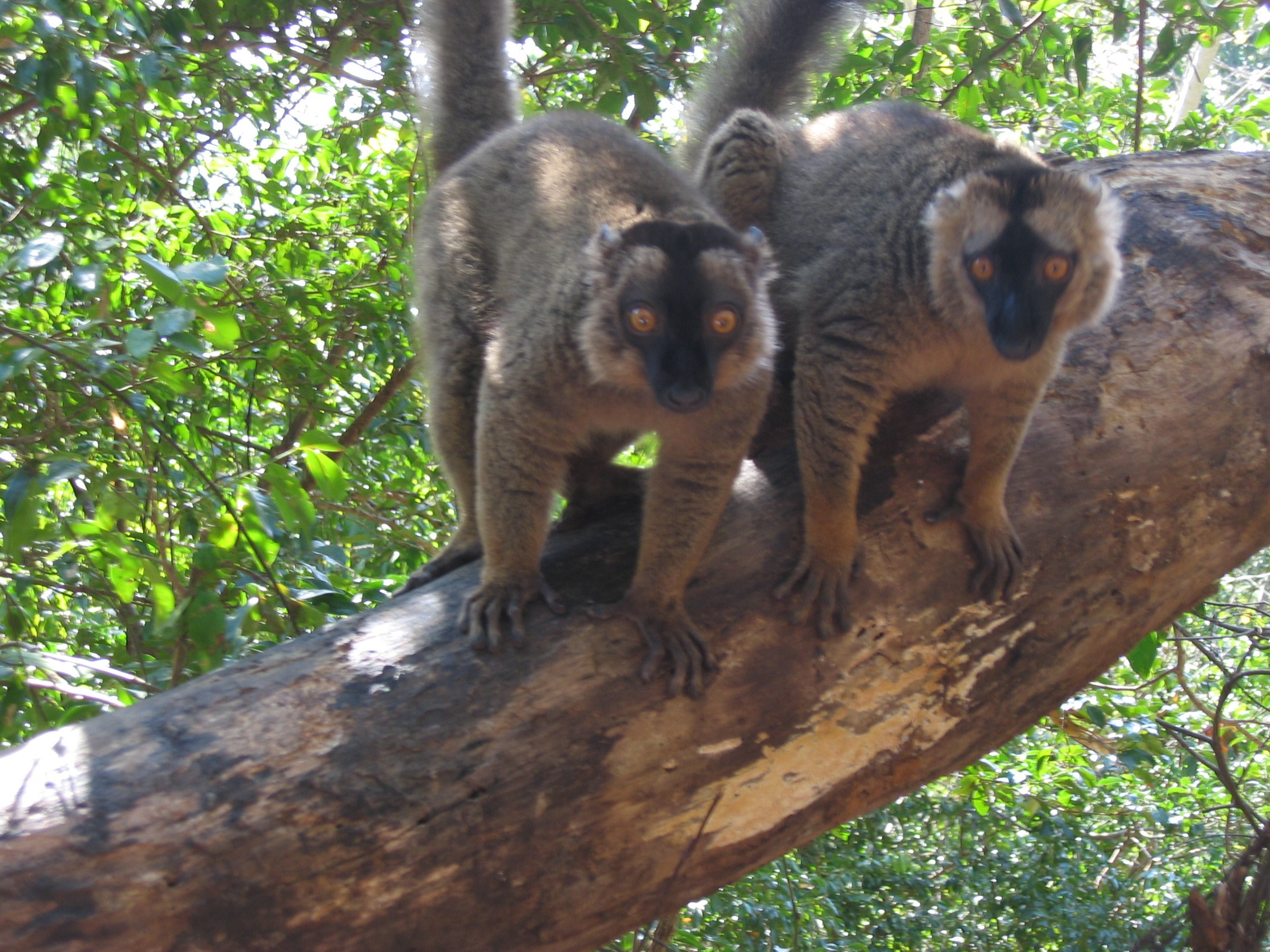
Deux makis de Mayotte (Eulemur fulvus mayottensis) sur l'îlot.

| 214 espèces (78 familles représentées)            | 23 espèces (18 familles représentées)             | 7 espèces (6 familles représentées)  |
| Reptiles                                          | Insectes                                          | Mollusques                           |
| 9 espèces de reptiles (5 familles représentées)   | 125 espèces d’insectes (32 familles représentées) | 13 espèces (8 familles représentées) |
| 2 espèces de batraciens (2 familles représentées) | 9 espèces d’arachnides (3 familles représentées)  |                                      |

Parmi les espèces botaniques remarquables, on note en particulier l'ébène de Bernier (Diospyros comorensis) et le Foudi de Mayotte (Foudia eminentissima algondae).

### Les espèces marines
| Poissons                               | Mollusques                             | Échinodermes                         |
| 191 espèces (36 familles représentées) | 161 espèces (51 familles représentées) | 25 espèces (3 familles représentées) |
| Crustacés                              | Mammifères                             | Reptiles                             |
| 25 espèces (15 familles représentées)  | 4 espèces (3 familles représentées)    | 2 espèces (1 famille représentée)    |

## Activités

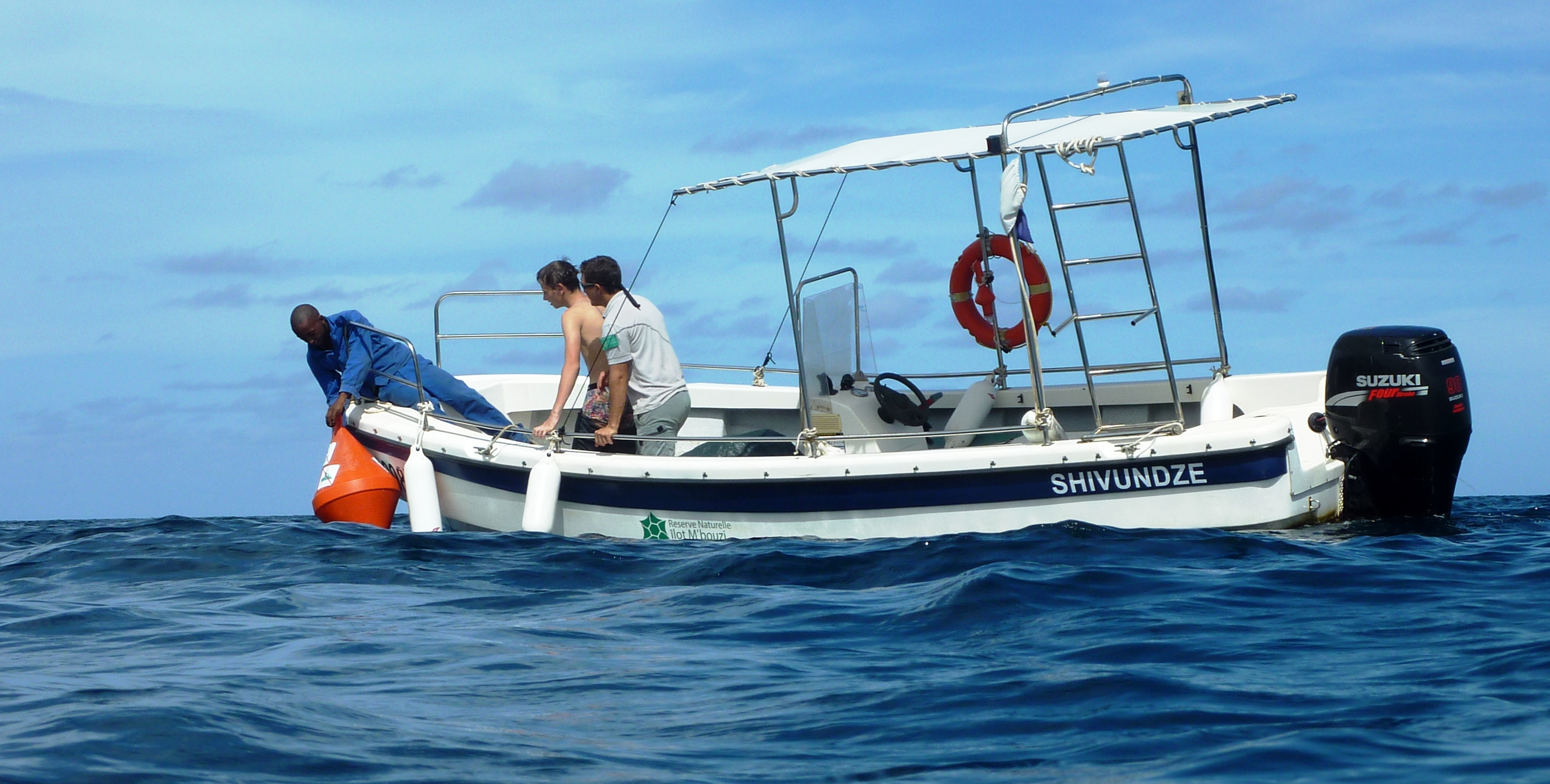
M'Bouzi Team : Mouillage de la Patate Sud.

Les activités humaines sur la RNN de l’îlot M’bouzi sont peu développées. Les principales activités sont : la pêche traditionnelle à la palangrotte (autorisée à partir d’embarcations non motorisées), la pêche de loisir (interdite à partir d’embarcations motorisées), le nautisme de plaisance (autorisé si respect de la vitesse préconisée et mouillage sur les bouées mises à disposition), la plongée de loisirs (essentiellement sur le pinacle corallien sud), la cueillette de fruits, d’Igname de Mayotte et la chasse au Tenrec (interdites).

### Les enjeux contextuels
La RNN de l'îlot M'bouzi est la première et unique réserve naturelle du jeune département qu'est Mayotte. Elle a donc un devoir d'exemplarité et doit jouer le rôle de site pilote pour la gestion des aires protégées existantes et futures. Le gestionnaire détient une responsabilité forte et devra faire face à un enjeu de technicité et de maintien/amélioration de ses compétences. Enfin un des enjeux majeurs pour la réserve est celui de son acceptation puis de son appropriation par les citoyens de Mayotte.